# Ritratto di Andrea de' Franceschi a mezzo busto
Il Ritratto di Andrea de' Franceschi a mezzo busto è un dipinto a olio su tela (65x51 cm) di Tiziano, databile al 1532 circa e conservato nella National Gallery of Art di Washington.

## Storia e descrizione
Andrea de' Franceschi fu gran cancelliere della Serenissima dal 1529 al 1532 e venne ritratto da Tiziano quale pittore ufficiale. Si conoscono almeno due ritratti probabilmente autografi di Tiziano, o comunque usciti dalla sua bottega. Oltre a questo di Washington ne esiste uno a mezza figura nel Detroit Institute of Arts. Non è chiaro quale dei due sia il prototipo.
Questa tela, in cui si legge la scritta "TIS ... OIX", proviene dalla collezione del conte di Wemyss a Gosford House, dove si trova dal Settecento. Nel 1927 venne messo in vendita e l'anno successivo fu acquistato da Andre W. Mellon, le cui collezioni sono il nucleo centrale del museo statunitense. Un terzo dipinto, attribuito alla bottega, è nell'Indianapolis Museum of Art.
Su uno sfondo scuro il protagonista è ritratto con la testa leggermente ruotata a sinistra, mentre il busto è girato verso destra: con questi piccoli accorgimenti l'opera ottiene un effetto dinamico. Il volto è ritratto con incisività, con profondi solchi dell'età che rigano l'anziano politico. I capelli sono un caschetto grigio con frangetta; come tipico della moda dell'epoca barba e baffi sono lunghi.